# Stylops advarians
Stylops advarians är en insektsart som beskrevs av Pierce 1909. Stylops advarians ingår i släktet Stylops och familjen stekelvridvingar. Inga underarter finns listade i Catalogue of Life.